# Sophie Scholl
Pour les articles homonymes, voir Scholl.
Sophie Magdalena Scholl, née le 9 mai 1921 à Forchtenberg (Allemagne) et exécutée le 22 février 1943 (à 21 ans) à Munich, est une résistante allemande au nazisme.
Avec son frère Hans, elle est l'un des piliers du réseau « La Rose blanche » (Die Weiße Rose). 
Avec les autres membres du réseau, elle est arrêtée par la Gestapo en février 1943 puis guillotinée, après avoir diffusé des tracts hostiles au régime nazi au sein de l'université de Munich.

## Biographie
Comme le reste des jeunes Allemands, Sophie Scholl est embrigadée dans les jeunesses hitlériennes. Elle y ressent très tôt le manque de libertés, en particulier de pensée et de religion. Chrétienne, elle est comme son frère profondément croyante. 
Après l'Abitur en 1940, elle travaille dans un Kindergarten. Dans les « services du travail » et « service auxiliaire » qu'elle effectue en 1940-41 à Krauchenwies, elle parvient à garder, malgré l'interdiction de posséder des livres, Les Confessions de saint Augustin ; elle garde en mémoire cette phrase : « Tu nous as créés pour que nous allions à Toi, et notre cœur est inquiet, jusqu'à ce qu'il repose en Toi ». Elle entame ensuite des études de biologie et de philosophie en mai 1942 à Munich.
Influencée par son éducation protestante, par l'opposition déclarée de son père Robert Scholl au nazisme, et par l’expérience vécue par son frère, militaire étudiant en médecine à Munich, puis infirmier dans les hôpitaux du front de l’Est, qui est témoin de la barbarie de l'armée à l'encontre des juifs et des populations russes, elle prend conscience de la vraie nature du régime nazi. 
À partir de juin 1942, elle tient des réunions avec son frère Hans et Carl Muth. Elle les aide à imprimer et à diffuser les tracts hostiles au régime nazi et à la guerre. Dans ces tracts, les membres du réseau appellent à un sursaut des consciences allemandes face à l’horreur nazie et qualifient Adolf Hitler de « tueur de masse ». 
Sophie Scholl les distribue dans la rue, glissant des feuillets sur les voitures en stationnement, dans des cabines téléphoniques, les diffusant à la gare centrale de Munich. 
Elle effectue quelques voyages à travers le pays pour promouvoir les idées de La Rose blanche auprès d'étudiants sympathisants.
Le 18 février 1943, après avoir lancé avec son frère Hans des tracts dans la cour intérieure de l'université de Munich, elle est repérée par le concierge de l'université, Jakob Schmid. 
Ils sont remis au rectorat où, après plusieurs heures d'interrogatoire par l'inspecteur Robert Mohr, le doyen et le président de l'université, ils sont remis à la Gestapo. 
Conduite devant le « Volksgerichtshof » (« Tribunal du peuple »), elle est condamnée à mort après un procès mené en trois heures seulement. C'est Roland Freisler lui-même, le chef du Tribunal du peuple, venu spécialement de Berlin, qui annonce la sentence pour faits de « haute trahison, propagande subversive, complicité avec l'ennemi et démoralisation des forces militaires ».
Elle est guillotinée le jour même, le 22 février 1943 à Munich, à la prison de Stadelheim par le bourreau Johann Reichhart, et cela malgré la législation allemande qui imposait un délai de 99 jours avant l'exécution d'un condamné. 
Selon le témoignage des gardiens de la prison, elle fait preuve de beaucoup de courage lors de son exécution. 

Sa compagne de cellule rapporte un rêve qu’elle a fait la veille de son exécution : 

« Par un jour ensoleillé je portais un enfant en langes blancs pour le faire baptiser. Le chemin de l’église suivait une montagne escarpée. Toutefois je serrais l’enfant en sécurité dans mes bras. Quand soudain il y eut devant moi une crevasse. J’ai eu juste le temps de déposer l’enfant de l’autre côté avant de tomber dans le précipice. »

Sophie Scholl explique le sens de ce rêve : « L’enfant est notre idée, elle s’accomplira malgré les obstacles. Nous pouvions en être les précurseurs, mais nous devions mourir auparavant pour elle. »
Elle est ensuite enterrée dans le cimetière proche de la forêt de Perlach, aux côtés de son frère Hans et de Christoph Probst, exécutés le même jour.

## Postérité

### Pendant la période nazie
Le 27 juin 1943, Thomas Mann leur rend hommage sur les ondes de la BBC : « Courageux, magnifiques jeunes gens ! Vous ne serez pas morts en vain, vous ne serez pas oubliés. »

### Héroïne emblématique de la RFA

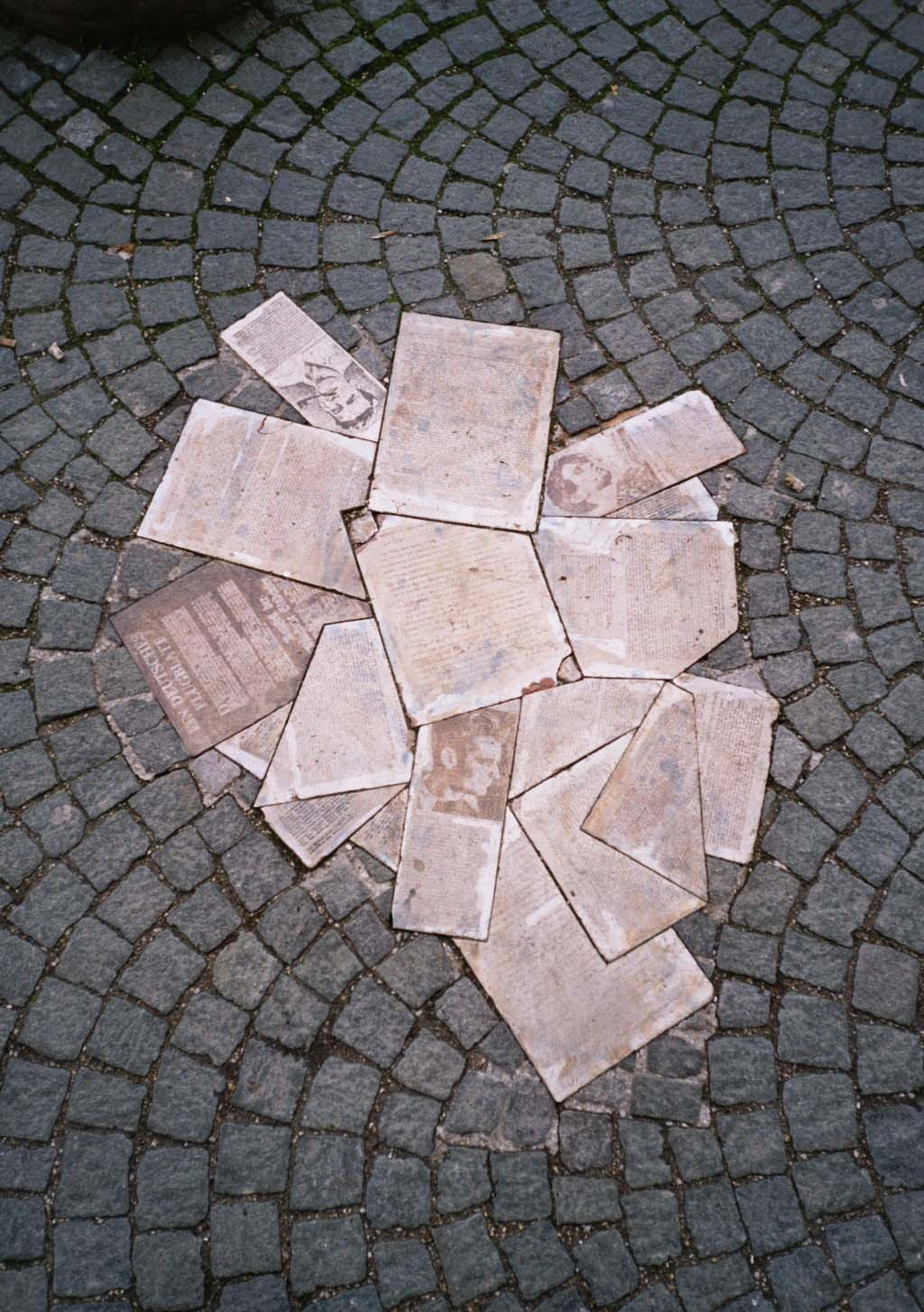
Stolpersteines en mémoire du mouvement de résistance La Rose blanche, incrustés sur les pavés devant l'université de Munich.

Face à la République démocratique allemande, qui se présentait comme l'héritière de la résistance de milliers de communistes allemands, la République fédérale d'Allemagne, membre fondateur de la CEE et alliée des États-Unis, chercha elle aussi à revendiquer une filiation avec la résistance antinazie. Hans et Sophie Scholl présentaient à cet égard l'avantage d'être passés par les Jeunesses hitlériennes, d'être chrétiens et de ne pas avoir usé de violence. Ils possédaient donc toutes les qualités pour devenir les héros emblématiques de la RFA naissante. La RDA revendiquait elle aussi l'héritage de Hans et Sophie Scholl, et a édité un timbre à leur effigie en 1961.

### Hommages

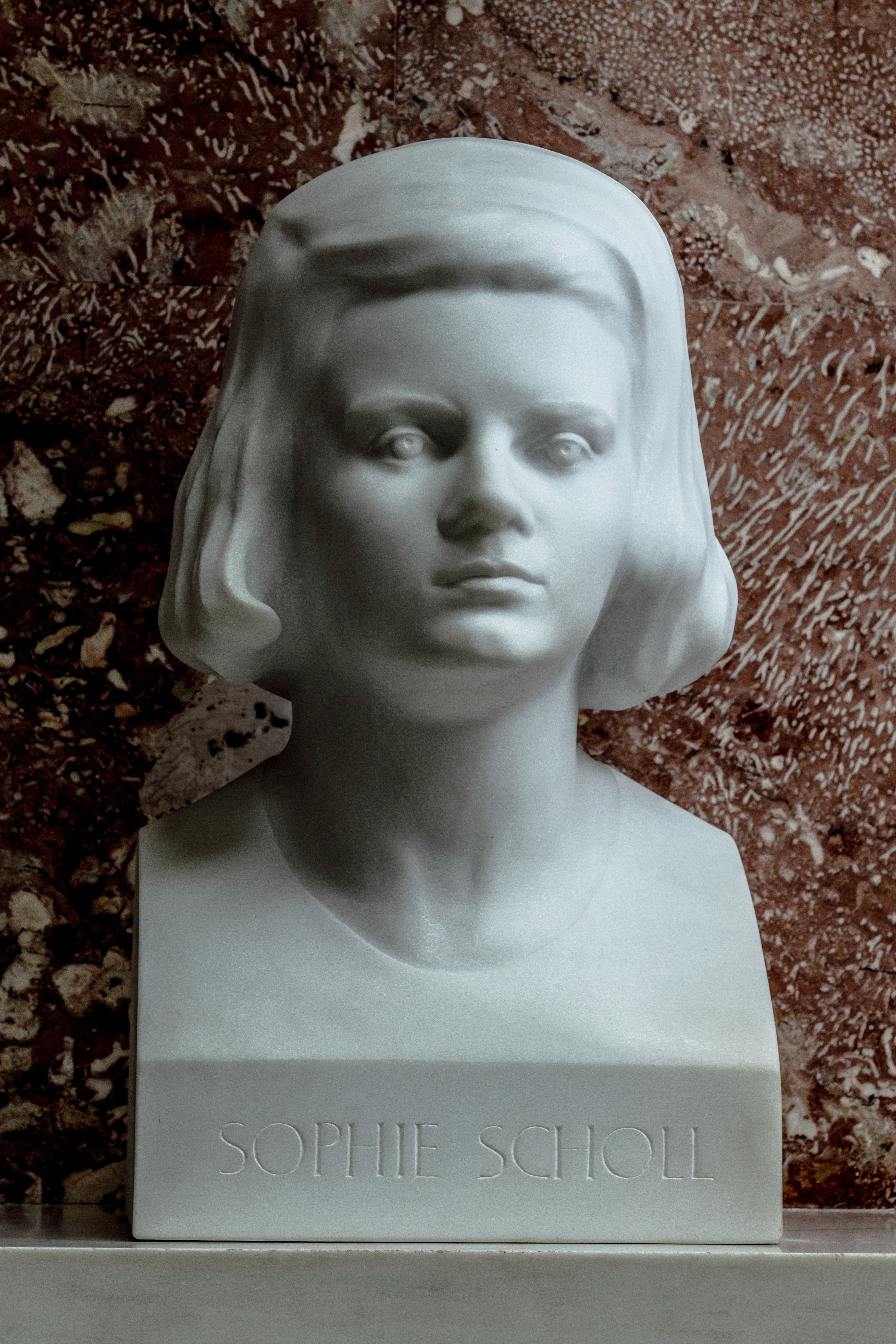
Buste représentant Sophie Scholl, exposé au Walhalla.

En Allemagne, de nombreuses écoles portent le nom de Sophie et Hans Scholl. Un prix littéraire, le prix frère et sœur Scholl, a été créé en 1980.
Un buste de Sophie Scholl est ajouté le 22 février 2003 au Walhalla (mémorial allemand à Ratisbonne).
En France, Toulouse, Laval (Mayenne), Saint-Orens-de-Gameville, Saint-Rémy (Saône-et-Loire) et Plescop (Morbihan) ont une rue portant le nom de Sophie Scholl. Juvisy-sur-Orge a une rue nommée Sophie et Hans Scholl. Issy-les-Moulineaux a une école maternelle publique portant le nom de Sophie Scholl. La ville de Béziers a installé un buste de Sophie Scholl devant la médiathèque André Malraux. 
Dans le 17e arrondissement de Paris, sa mémoire est honorée par le jardin Hans-et-Sophie-Scholl, ouvert en 2020, et par le collège La Rose Blanche.

### Documents d'archives
La chute du mur en 1989 et l'accès aux archives de l'ex-RDA ont permis de découvrir les procès-verbaux des interrogatoires des deux étudiants par la Gestapo.
Inge Aicher-Scholl a légué à sa mort ses archives à l'Institut d'histoire de Munich.

## Filmographie
- La Rose blanche (Weisse Rose), Michael Verhoeven, Allemagne, 1982.
- Les Cinq Derniers Jours (Fünf letzte Tage), Percy Adlon, Allemagne, 1982.
- Sophie Scholl : Les Derniers Jours, par Marc Rothemund (Allemagne 2005, France 2006).
- Ces femmes qui ont fait l'histoire - Sophie Scholl, documentaire de Christian Twente et Michael Löseke (Allemagne 2013, ZDF, 51 min).

## Musique
- Dernière Volonté, La Rose blanche (album Obéir et mourir).
- Les Joyaux de la Princesse et Regard Extrême, Die Weiße Rose (album, 1997, label : Les Joyaux de la Princesse).
- Louis Philippe, Ballad of Sophie Scholl (album Appointment with Venus, 1986, El Records).
- Otto M. Schwarz, The Secret of "The White Rose" (composé en 2013)
- Mickey 3D, La rose blanche, 2015 (album Sebolavy, 2016).